# Río Itaya
El río Itaya, constituye uno de los principales ejes de drenaje natural de la ciudad de Iquitos, departamento de Loreto. Este río atraviesa la carretera Iquitos-Nauta [cita requerida] y gran parte de los distritos Belén y San Juan Bautista, la cuenca hidrográfica tiene aproximadamente 2984 km² de área y 231 km de perfil longitudinal.
El río nace en las cabeceras de la cuenca ubicadas entre las latitudes 4° 10.806’S-4°15.582’S y las longitudes 73°57.115-73°58.097’O entrando en el distrito de San Juan y Belén en el cual es gradual y creciente la urbanización de su cuenca. En el segmento del curso bajo del río se encuentra en un área intensamente intervenida y ocupada por asentamientos humanos, con una población de bajos ingresos, generando una desordenada y un inadecuado uso del suelo. Además de que el canal fluvial ha sufrido algunas severas modificaciones en las características de sus bordes, debido a que el río Amazonas entró y erosionó la parte de la desembocadura.
Como todo río, el Itaya transporta en sus aguas especialmente en las épocas de crecientes, grandes cantidades de sedimentos y que son movidos por su caudal que es muy grande. Este transporte debe haber sido intensamente alterado por procesos de  actividad antropogénica. Los problemas empiezan a surgir cuando el hombre acelera estos procesos naturales, los cuales tienen sus efectos potencializados por la influencia del mismo, por medio de una deforestación desordenada, de la realización de todo tipo de construcciones, de la mineralización creada por explotaciones mineras y de actividades agrícolas hechas sin criterios conservacionistas (Siviero e Coiado, 1999). Durante las varias fases de estos procesos, se tiene perjuicios ambientales bastante graves, desde la erosión que trae como efecto, la producción de sedimentos, el deterioro de la calidad del agua (para el consumo e irrigación ) observado en la fase de transporte, el incremento de la mortalidad de las especies acuáticas y las dificultades graves para la navegación, debido una disminución de la superficie del agua, más allá de la colmatación de los ríos (acumulación de sedimentos en ellos, que llevan a la ocurrencia de inundaciones), y colmatación de embalses (llevando a estos a la reducción de su vida útil) ocurridos en la fase de sedimentación (Andrade et al., 2001, Paiva, 2001 a, Araújo et al., 2003 e Oliveira e Baptista, 19979).